# Carol Rodríguez
Carol Ann Rodríguez Taylor (née le 16 décembre 1985 à Pomona (Californie)) est une athlète portoricaine, spécialiste du sprint. Elle détient les records de Porto Rico du 200 mètres et du relais 4 × 100 mètres, et a détenu ceux du 100 mètres et du 400 mètres.

## Biographie
Carol Rodríguez se fait remarquer en 2006 lorsque, faisant partie des Trojans de l'USC, elle bat successivement trois records nationaux : le 28 avril elle court le 400 mètres en 51 s 51, puis le 26 mai, le 200 mètres en 22 s 23 lors des championnats NCAA de la région Ouest (où elle réalise aussi 11 s 05 avec vent favorable), et enfin le 8 juin, le 100 mètres en 11 s 32 en série des championnats NCAA. 
Elle égale ce dernier temps en 2007, toujours aux championnats NCAA. La même année, elle obtient le bronze aux premiers Championnats NACAC. Avec l'équipe nationale du Relais 4 × 100 mètres, elle améliore le record national successivement en 44 s 05 puis 43 s 81 aux Jeux panaméricains de Rio.
En 2008 elle porte son record sur 400 m à 51 s 39 deux fois, dont l'une en terminant troisième des championnats NCAA. Aux Jeux olympiques elle est éliminée en série du 200 m et du 400 m.
En 2009 elle court le 100 m en 11 s 28 lors du Reebok Grand Prix de New York et termine troisième aux Championnats d'Amérique centrale et des Caraïbes de La Havane derrière Tahesia Harrigan et Semoy Hackett.
En 2015, lors de la deuxième édition des Championnats NACAC, elle remporte l'argent avec le relais 4 × 100 m, dans le temps de 43 s 51, un nouveau record national.

### Palmarès
| Date | Compétition                                | Lieu           | Résultat | Épreuve   | Temps        |
| ---- | ------------------------------------------ | -------------- | -------- | --------- | ------------ |
| 2007 | Championnats NACAC                         | San Salvador   | 3e       | 100 m     | 11 s 47      |
| 2009 | Champ. d'Amérique centrale et des Caraïbes | La Havane      | 3e       | 100 m     | 11 s 38      |
| 2010 | Championnats ibéro-américains              | San Fernando   | 3e       | 200 m     | 23 s 54      |
| 2010 | Jeux d'Amérique centrale et des Caraïbes   | La Havane      | 2e       | 200 m     | 23 s 37      |
| 2015 | Championnats NACAC                         | San José       | 2e       | 4 × 100 m | 43 s 51 (NR) |
| 2016 | Championnats ibéro-américains              | Rio de Janeiro | 2e       | 400 m     | 52 s 46      |
| 2016 | Championnats ibéro-américains              | Rio de Janeiro | 1re      | 4 x 100 m | 43 s 55      |

### Records
| Épreuve | Performance  | Lieu                | Date                    |
| ------- | ------------ | ------------------- | ----------------------- |
| 100 m   | 11 s 28      | New York            | 30 mai 2009             |
| 200 m   | 22 s 23 (NR) | Provo               | 26 mai 2006             |
| 400 m   | 51 s 39      | Westwood Des Moines | 3 mai 2008 14 juin 2008 |